# Saclo
Saclo è un arrondissement del Benin situato nella città di Bohicon (dipartimento di Zou) con 4.522 abitanti (dato 2006).